# ژسیکا اووارا
ژسیکا اووارا (فرانسوی: Jessica Houara‎؛ زادهٔ ۲۹ سپتامبر ۱۹۸۷) بازیکن فوتبال اهل فرانسه در پست هافبک است که برای باشگاه فوتبال زنان المپیک لیون و تیم ملی فوتبال زنان فرانسه بازی می‌کند.
از باشگاه‌هایی که سابقاً در آن بازی کرده می‌توان به باشگاه فوتبال پاری سن ژرمن (زنان) اشاره کرد.